# Маршмело
Кристофър Комсток (на английски: Christopher Comstock), по-известен под псевдонима Маршмело (на английски: Marshmello), е американски EDM музикант и DJ.

## Начало на кариерата
Стилът на Маршмело включва „groove-oriented“ синтезатор и хард-бас EDM. Вдъхновен от други диджеи като Deadmau5 и Daft Punk, той носи маска, която прилича на маршмелоу. Въпреки анонимността си, той спечелва международно признание през 2015 г., когато започва да ремиксира сингли на други диджеи, включително песните „Beautiful Now“ на Зед и „Where are Ü Now“ на Джак Ю, а и издава собствен сингъл – „Alone“.
Marshmello участва във фестивалите New York's Pier 94, Pomona, Callifornia's HARD Day of the Dead festival и Miami Music Week. През 2016 г. Marshmello пуска компилацията от по-рано издавани песни Joytime и заема пето място в класацията US Billboard dance/electronic albums.

## Дискография

### Студийни албуми
| Joytime | - Съобщение: на 8 януари 2016 г. - Издател: Joytime Collective - Формат: дигитално изтегляне | 5 | 14 | 41 |

### Сингли
| „Keep It Mello“ (с участието на Omar LinX)                                | 2015 | —  | 25 | —  | Joytime  |
| „Want U 2“ (ремикс Marshmello & Slushii)                                  | 2016 | —  | —  | —  | Joytime  |
| „Colour“                                                                  | 2016 | —  | —  | —  | н/д      |
| „Alone“                                                                   | 2016 | 80 | 10 | 67 | н/д      |
| „Magic“ (с участието на Jauz)                                             | 2016 | —  | —  | —  | н/д      |
| „Freal Luv“ (с Far East Movement; с участието на Park Chanyeol и Tinashe) | 2016 | —  | 20 | —  | Identity |
| „Ritual“ (с участието на Wrabel)                                          | 2016 | —  | 11 | 82 | н/д      |
| „—“ са неиздадени сингълеиили не заемат място в класацията в страната.    |      |    |    |    |          |

### Други песни в класацията
| Песен    | Година на създаване | Място в класацията | Албум   |
| Песен    | Година на създаване | US Dance           | Албум   |
| -------- | ------------------- | ------------------ | ------- |
| „Summer“ | 2016                | 38                 | Joytime |

### Ремикси

#### 2015
- Калвин Харис и Ели Голдинг – Outside (ремикс Marshmello)[16]
- Zedd и Селена Гомес – I Want You to Know (ремикс Marshmello)[17]
- Zedd и Jon Bellion – Beautiful Now (ремикс Marshmello)[18]
- Ариана Гранде – One Last Time (ремикс Marshmello)[19]
- Avicii – Waiting For Love (ремикс Marshmello)[20]
- Jack Ü & Джъстин Бийбър – Where Are U Now (ремикс Marshmello)[21]
- Jack Ü & Джъстин Бийбъ] – Where Are U Now (ремикс Marshmello + флип Skrillex)[22]
- Адел – Hello (ремикс Marshmello)[23]
- Duke Dumont – Need U (100%) (ремикс Jauza и Marshmello)[24]

#### 2016
- Warsongs – Flash Funk (ремикс Marshmello)[25]
- Marshmello – Want U 2 (ремикс Marshmello и Slushii)[8]
- Era Istrefi – Velina (ремикс Marshmello)[26]
- Anne Marie – Alarm (ремикс Marshmello)[27]
- Alan Walker – Sing Me to Sleep (ремикс Marshmello)[28]
- Galantis – No Money (ремикс Marshmello)[29]
- Martin Garrix – Oops (ремикс Marshmello)[30]
- DJ Snake и Джъстин Бийбър – Let Me Love You (ремикс Marshmello)[31]
- Ноа Сайръс – Make Me (Cry) (ремикс Marshmello)